# كهوف أوفنت
كهوف أوفنت (بالألمانية: Ofnethöhlen) هي بقايا نظام كارست تحت الأرض على حافة نوردلينغر ريس
(Nördlinger Ries) في ألمانيا. تقع على تل من الحجر الجيري بالقرب من نوردلينغن، بافاريا. اشتهرت الكهوف في عام 1908 عندما أُكتشف 33 جمجمة بشرية من عصور ما قبل التاريخ.أُرخت الجماجم إلى العصر الحجري المتوسط.

## الوصف
هناك نوعان من كهوف أوفنت (أو المآوي الصخرية) تسمى غروس و كلين أوفنت (أوفنت كبير وصغير). في غروس أوفنت في عام 1908، وجد عالم الآثار R. R. Schmidt حُفرين على شكل طبق كانت فيها جماجم بشرية «مثل البيض في سلال مسطحة». في الحُفرة الأكبر كان هناك 27 جمجمة وفي الأخرى كانت هناك 6 جماجم. الجماجم مرتبة بشكل مُركز مع توجيه وجوههم نحو غروب الشمس. كانت جميعها مغطاة بطبقة سميكة من المغرة. أُرخت الجماجم إلى الألفية السابعة قبل الميلاد